# Ferma (Griechenland)
Ferma (griechisch Φέρμα (f. sg.)) ist ein Küstendorf auf der griechischen Insel Kreta. Der 532 Einwohner zählende Ort gehört zur Ortsgemeinschaft Agios Ioannis in der Gemeinde Ierapetra.

## Lage
Ferma befindet sich an der Südostküste Kretas nahe der engsten Stelle der Insel, circa 10 km östlich der Stadt Ierapetra. Südlich der Thripti-Berge gelegen, befindet sich das Dorf auf etwa 25 m über dem Meeresspiegel. Es erstreckt sich weitgehend in West-Ost-Richtung entlang der Straße von Ierapetra nach Makrys Gialos.

## Geschichte
Ein Fischbecken vom Ende der römischen Zeit befindet sich auf dem Kap westlich des Strandes von Kakia Skala. Seine genaue Funktionsweise ist noch nicht geklärt.
Ferma wurde 1961 als Siedlung der damaligen Landgemeinde Agios Ioannis anerkannt. Mit der Gemeindereform 1997 erfolgte die Eingemeindung  nach Ierapetra.